# Самтависи

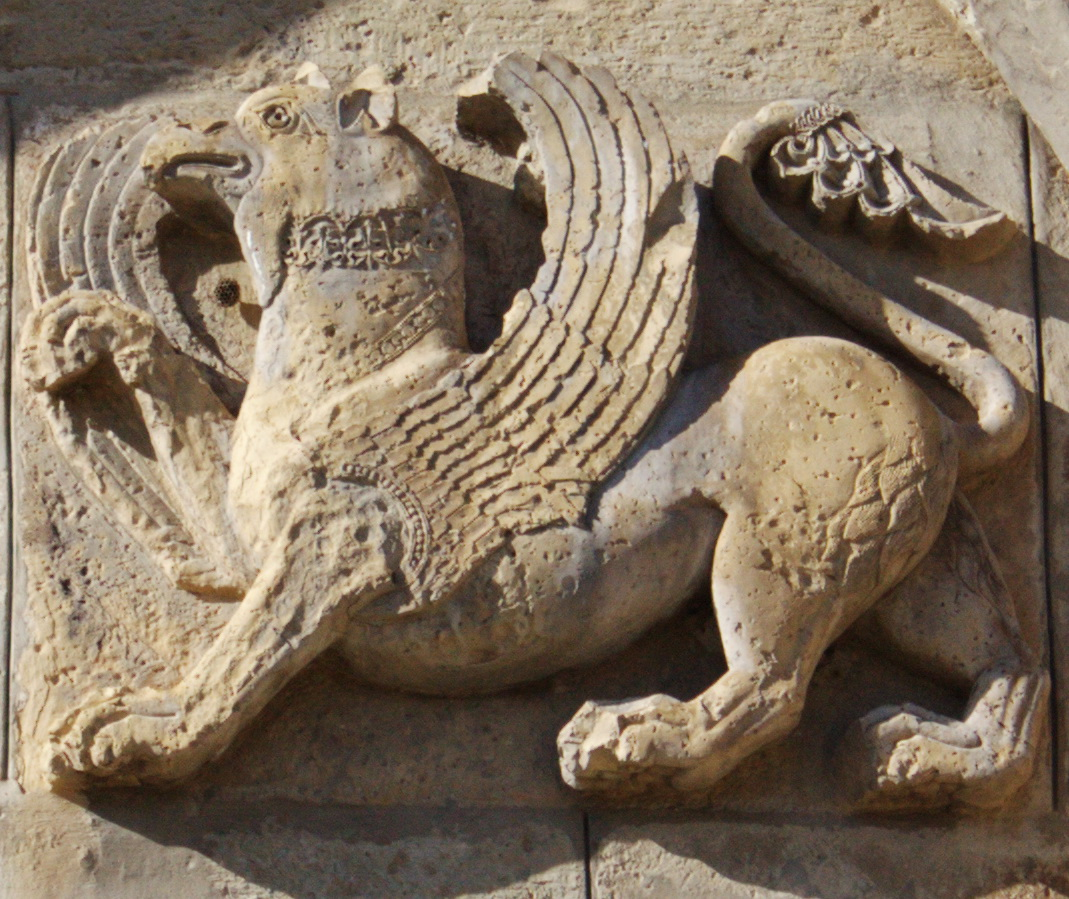
Барельеф грифона на восточном фасаде храма Самтависи.

Храм Самтависи (груз. სამთავისი) — кафедральный собор Самтависской и Каспской епархии Грузинской православной церкви, расположенный в селе Самтависи Каспского муниципалитета, в 30 км от столицы края Шида-Картли города Гори. Один из самых известных памятников средневековой грузинской архитектуры. 
Построен в 1030 году зодчим Илларионом Самтавнели как монастырский кафоликон. Храм является крестово-купольным сооружением, план которого приближен к квадрату, что определяет компактность архитектурного пространства и усиливает динамическую устремленность форм вверх. Храм является первым собором Грузии, в котором применён декор, насыщенный орнаментом: композиция из большого орнаментированного креста, резного наличника главного окна и орнаментированных квадратов под ним. Внутри сохранились фрагменты росписей XVII века.
В 2007 году собор был номинирован Грузией на включение в список всемирного наследия.